# Obstacle non tarifaire aux échanges
Pour les articles homonymes, voir BNT.
Un obstacle non tarifaire aux échanges (aussi appelé mesure non tarifaire ou barrière non tarifaire ou BNT ; en anglais non-tariff barriers to trade ou non-tariff measures) est une barrière commerciale qui restreint les importations ou les exportations de biens ou de services par des mécanismes autres que la simple imposition des droits de douane.

## Types d'obstacles
Les instruments les plus communs de réglementation directe des importations (et parfois des exportations) sont les licences et les quotas. Presque tous les pays industrialisés appliquent ces mesures non tarifaires.

### Licences
Un système de licence est un système où un État (par le biais d'un bureau spécialement autorisé) délivre des permis pour des transactions d'importation et d'exportation de produits inclus dans les listes de marchandises sous licence.
Les licences peuvent prendre plusieurs formes et procédures. Les principaux types de licences sont :
- la licence générale qui autorise le titulaire de la licence à importer (ou exporter) en quantité illimitée les biens inclus dans la liste associée à la licence pendant une certaine période ;
- la licence ponctuelle qui autorise le titulaire de la licence à importer (ou exporter) les biens inclus dans la liste associée à la licence tout en spécifiant une ou plusieurs conditions comme une quantité maximale de marchandises, son coût, son pays d'origine (ou de  destination) ou le point de douane par lequel l'importation (ou l'exportation) doit être effectuée.

L'utilisation des systèmes de licences comme instruments de réglementation du commerce extérieur repose sur un certain nombre d'accords internationaux. En particulier, ces accords comprennent certaines dispositions de l'Accord général sur les tarifs douaniers et le commerce (GATT) de l'Organisation mondiale du commerce telles que l'Accord sur les procédures de licences d'importation.

### Quotas
L'octroi de licences au commerce extérieur est étroitement lié aux restrictions quantitatives - les quotas - sur les importations et les exportations de certains produits. Un quota est une limitation en valeur ou en termes physiques, imposée à l'importation et à l'exportation de certains produits pendant une certaine période. Cette catégorie comprend des quotas globaux pour des pays spécifiques, des quotas saisonniers et des contraintes d'exportation dites volontaires.
La restriction quantitative des importations et des exportations est une forme directe de réglementation gouvernementale du commerce extérieur. Les licences et les quotas limitent l'indépendance des entreprises en ce qui concerne l'entrée sur les marchés étrangers, ce qui réduit la gamme des pays qui peuvent être impliqués dans le commerce de certains produits, et régulent le nombre et la gamme de biens autorisés pour l'importation et l'exportation. Un système de licences et de quotas d'importations et d'exportations, qui établit un contrôle ferme sur le commerce extérieur de certains produits, se révèle souvent plus souple et efficace que les instruments économiques de réglementation du commerce extérieur. Cela explique pourquoi les systèmes de licences et de quotas sont des instruments importants de réglementation commerciale dans la grande majorité des pays du monde.
Cette barrière commerciale cause en une perte
- pour les consommateurs en raison de la hausse des prix et de la réduction de la variété des produits
- ainsi que pour les entreprises qui emploient les matériaux importés dans leur processus de production, en augmentant leurs coûts et en créant parfois des pénuries de produits.
- pour le budget de l'État, ces mesures correspondent à un manque à gagner sur deux points au moins : manque de devises permettant de payer les importations et de disponibilités servant à subventionner les exportations.

Un quota d'importation peut être unilatéral, fixé par un  pays sans négociations avec le pays exportateur, bilatéral ou multilatéral, lorsqu'il est imposé après des négociations et avec l'accord du pays exportateur.
Un quota d'exportation est une limitation de la quantité d'un produit qui peut quitter le pays. Il existe différentes raisons pour imposer des quotas d'exportation, par exemple, la garantie de l'approvisionnement d'un produit en pénurie sur le marché intérieur, la manipulation des prix au niveau international et le contrôle de biens stratégiquement importants pour le pays. Dans certains cas, les pays importateurs demandent aux pays exportateurs d'imposer des restrictions volontaires à l'exportation.

### Accords sur une restriction d'exportationvolontaire
Au cours de la dernière décennie, les principales nations occidentales ont imposé des accords de restrictions d'exportation volontaires et des prix minimums d'importation à des pays exportateurs plus faibles économiquement et politiquement.
L'accord sur les restrictions volontaires à l'exportation est imposé au pays exportateur sous la menace de sanctions dans le but de limiter l'exportation de certaines marchandises dans le pays importateur, ce qui confère un avantage aux producteurs du pays importateur. L'établissement de prix minimum à l'importation est une autre mesure qui avantage les producteurs du pays importateur.
Dans les cas de non-respect des restrictions volontaires ou des prix minimums, le pays importateur impose un droit antidumping, ce qui peut entraîner l'éviction d'un pays exportateur du marché. Des accords de restrictions volontaires ont été appliqués dans plusieurs domaines comme les textiles, les chaussures, les produits laitiers, l'électronique grand public, les voitures, les machines-outils et le bois d'oeuvre.
Des problèmes surviennent lorsque des quotas sont répartis entre plusieurs pays, car il faut veiller à ce que les produits d'un pays ne soient pas importés via un autre pays en violation des quotas fixés pour le pays d'origine.
Les quotas d'importation ne sont pas nécessairement conçus pour protéger les producteurs nationaux. Par exemple, le Japon maintient des quotas sur de nombreux produits agricoles qu'il ne produit pas. Ces quotas sur les importations sont utilisés par le Japon comme des leviers lors de la négociation d'exportations japonaises. De tels quotas d'importation peuvent aussi être instaurés pour éviter une dépendance excessive envers tout autre pays en ce qui concerne des aliments ou des produits essentiels, dont les approvisionnements peuvent diminuer en cas de mauvais temps ou de conditions politiques.
Des quotas d'exportation peuvent aussi être fixés afin de fournir aux consommateurs domestiques des stocks de marchandises suffisants à bas prix, afin d'éviter l'épuisement des ressources naturelles ou pour augmenter les prix à l'exportation en limitant l'offre aux marchés étrangers.

### Embargos
L'embargo est un type spécifique de quotas interdisant le commerce. Outre les quotas, des embargos peuvent être imposés sur les importations ou les exportations de marchandises particulières. L'embargo peut prendre plusieurs formes, par exemple, il peut s'appliquer 
- à toutes les destinations pour certains produits;
- à certains produits pour des pays spécifiques ;
- à tous les produits expédiés à certains pays.

Bien que l'embargo soit habituellement introduit à des fins politiques, les conséquences, en substance, sont surtout économiques.

### Normes
Les normes prennent une place particulière parmi les mesures non tarifaires. Les pays imposent diverses normes sur la production, la classification, l'étiquetage et les tests des produits afin de protéger la sécurité et la santé des populations locales. Cependant, des normes peuvent aussi être imposées pour bloquer les produits de fabrication étrangère.

### Retards administratifs et bureaucratiques à l'entrée
Parmi les méthodes de réglementation non tarifaires, il convient de mentionner les retards administratifs et bureaucratiques à l'entrée, ce qui augmente l'incertitude et le coût du maintien de l'inventaire. Par exemple, bien que la Turquie se trouve dans l'Union douanière de l'Union européenne, le transport de marchandises turques vers l'Union européenne est soumis à des frais généraux administratifs importants que la Turquie estime coûter trois milliards d'euros par an.

### Dépôts d'importation
Un autre exemple de réglementation du commerce extérieur est le dépôt d'importation. Les dépôts d'importation sont une forme de dépôt, que l'importateur doit placer à la banque pour une durée définie (dépôt sans intérêt) d'un montant égal au coût ou à une partie du coût des marchandises importées.

### Contrôle des changes: dévaluations compétitives
Le contrôle des changes permet aussi d'influencer le commerce extérieur en rendant les importations plus dispendieuses pour les citoyens d'un pays tout en rendant les exportations du pays plus attrayantes pour les acheteurs étrangers. L'un des buts recherché  étant l'amélioration du solde de la balance commerciale.

### Restriction de conversion de devises
En restreignant la conversion de devises, un pays peut contrôler le commerce extérieur en empêchant ses entreprises et ses citoyens d'obtenir des devises qui leur permettraient d'acheter des produits étrangers.

## Histoire

### Des droits de douane aux obstacles non tarifaires aux échanges
Historiquement, au début de la formation des États-nations, les gouvernements centraux devaient obtenir des fonds pour se financer. Ils obtenaient alors ces fonds grâce à l'introduction de droits de douane. Ce mécanisme leur permettait de se financer sans aliéner leurs citoyens. Cela explique que la plupart des pays en voie de développement comptent, encore aujourd'hui, sur les droits de douane comme moyen de financement.
Aujourd'hui, les pays développés ont d'autres sources de revenus et ils ont réduit les droits de douane sous la pression de leurs partenaires commerciaux et de leurs entreprises commerciales internes. Toutefois, les pays développés ont développé différentes mesures non tarifaires pour réguler le commerce international, parfois dans un but purement protectionniste.

### Des obstacles non tarifaires aux échanges d'aujourd'hui
À l'exception des subventions à l'exportation et des quotas, les obstacles non tarifaires sont très semblables aux droits de douane. Les droits de douane ont été réduits au cours des huit cycles de négociations de l'Organisation mondiale du commerce (OMC) et de l'Accord général sur les tarifs douaniers et le commerce (GATT). Après la réduction des droits de douane, les désirs protectionnistes des pays ont conduit à l'introduction de nouveaux obstacles non tarifaires aux échanges.
Selon les déclarations faites lors de la Conférence des Nations unies sur le commerce et le développement (CNUCED, 2005), l'utilisation des obstacles non tarifaires basés sur la quantité de produits négociés et sur le contrôle des niveaux des prix est passée de 45 % en 1994 à 15 % en 2004, tandis que l'utilisation d'autres obstacles non tarifaires est passée de 55 % en 1994 à 85 % en 2004.
La demande des consommateurs pour des produits sécuritaires et respectueux de l'environnement a aussi contribué à la popularité croissante des obstacles non tarifaires aux échanges.
De nombreux obstacles non tarifaires sont régis par des accords de l'Organisation mondiale du commerce (OMC) ainsi que par des articles de l'Accord général sur les tarifs douaniers et le commerce (GATT).
Aujourd'hui, les obstacles non tarifaires dans le domaine du commerce des services sont devenus aussi importants que dans le domaine du commerce des produits.
La plupart des obstacles non tarifaires aux échanges sont des mesures protectionnistes, à moins qu'ils ne soient liés à des difficultés particulières dans un marché, telles les externalités et les asymétries d'information entre consommateurs et producteurs. Des exemples de ces situations sont les normes de sécurité et les exigences d'étiquetage.
La multiplication des obstacles non tarifaires aux échanges, parfois légitimes et parfois non légitimes (protectionnistes), constitue un obstacle important au commerce international et à la croissance de l'économie mondiale. De ce fait, les obstacles non tarifaires sont devenus une nouvelle forme de protectionnisme qui a remplacé les droits de douane comme barrière au commerce.
La rareté de l'information sur les barrières non tarifaires et les ressources réduites des pays en développement pour les étudier et les comprendre sont des problèmes majeurs pour la compétitivité des pays en développement. En conséquence, le Centre du commerce international a mené des enquêtes nationales et a commencé à publier une série de documents techniques sur les obstacles non tarifaires rencontrés par les pays en développement. En 2015, le centre a lancé le site Web NTM Business Surveys qui répertorie les obstacles non tarifaires de la perspective des entreprises.
Les obstacles non tarifaires aux échanges sont combattus par les adeptes du libre-échange lors de négociations d'accords de libre-échange et/ou l'établissement de zones de libre-échange.
On recense aujourd'hui près de 150 zones de libre-échange, dont plus de la moitié ont été créées depuis 1990